# Wimbledon Open 1954
Die Wimbledon Open 1954 im Badminton fanden Ende Oktober 1954 in London statt.

## Endrundenergebnisse

### Herreneinzel
|  | Halbfinale | Halbfinale    | Halbfinale | Halbfinale | Halbfinale |  |  | Finale | Finale        | Finale | Finale | Finale |
|  |            |               |            |            |            |  |  |        |               |        |        |        |
|  |            |               |            |            |            |  |  |        |               |        |        |        |
|  |            | Eddy Choong   | 15         | 15         |            |  |  |        |               |        |        |        |
|  |            | E. C. Khoo    | 5          | 5          |            |  |  |        |               |        |        |        |
|  |            |               |            |            |            |  |  |        | Eddy Choong   | 15     | 9      | 15     |
|  |            |               |            |            |            |  |  |        | Heah Hock Aun | 1      | 15     | 9      |
|  |            | Heah Hock Aun | 15         | 14         | 15         |  |  |        |               |        |        |        |
|  |            | David Choong  | 2          | 17         | 9          |  |  |        |               |        |        |        |
|  |            |               |            |            |            |  |  |        |               |        |        |        |

## Weitere Finalergebnisse
| Disziplin    | Sieger                   | Finalist                     | Ergebnis         |
| ------------ | ------------------------ | ---------------------------- | ---------------- |
| Dameneinzel  | Judy Devlin              | Margaret Varner              | 11-4, 9-11, 11-9 |
| Herrendoppel | Eddy Choong David Choong | Heah Hock Aun Heah Hock Heng | 15-9, 15-12      |